# John McHugh
John Michael McHugh (Watertown (New York), 29 september 1948) is een Amerikaans politicus voor de Republikeinse Partij. Van 2009 tot 2015 was hij minister van de Landmacht onder president Barack Obama. Daarvoor was hij van 1993 tot 2003 lid van het Huis van Afgevaardigden voor het 24e congresdistrict van New York en van 2003 tot zijn benoeming tot minister voor het 23e district.
- Library of Congress Control Number: no2011192852
- Biographical Directory of the United States Congress: M000472
- Virtual International Authority File: 220831104
- WorldCat: E39PBJd3KwH3MkRH4GP7Jwrpfq